# Драшкович, Милорад
Милорад Драшович (10 апреля 1873 года, село Палом, Княжество Сербия — 21 июля 1921 года, Делнице, Королевство Югославия) — сербский политик, министр внутренних дел Королевства Югославия, убитый в 1921 году леворадикальным террористом.

## Биография
Милорад Драшкович родился в селе Палом (ныне Моравичский округ Сербии). В 1894 году окончил юридический факультет в Белграде, после чего переехал сначала в Швейцарию, затем во Франции, где занимался молочным бизнесом. Некоторое время состоял в Независимой радикальной партии. В 1905 году стал министром национальной экономики Сербии. В 1914 году занял пост министра строительства и транспорта. Во время отступления сербской армии через Албанию был военным министром. После окончания Первой мировой войны Драшкович вместе с югославским королём Александром участвовал на переговорах в Париже по вопросам военных репараций.
В декабре 1920 года будучи министром внутренних дел Драшкович по приказу короля выпустил указ, по которому в Югославии запрещалось вести коммунистическую пропаганду и проводить забастовки. Данный указ вызвал большое недовольство в левой среде и 21 июля 1921 года Милорад Драшкович был убит в хорватском городе Делнице коммунистом Али Алияричем, который состоял в леворадикальной организации «Црвена правда» («Красное правосудие»).
Похоронен 24 июля 1921 года в Белграде на Новом кладбище.
Милорад Драшкович был женат. У него был четверо детей.